# Trofim Lysenko

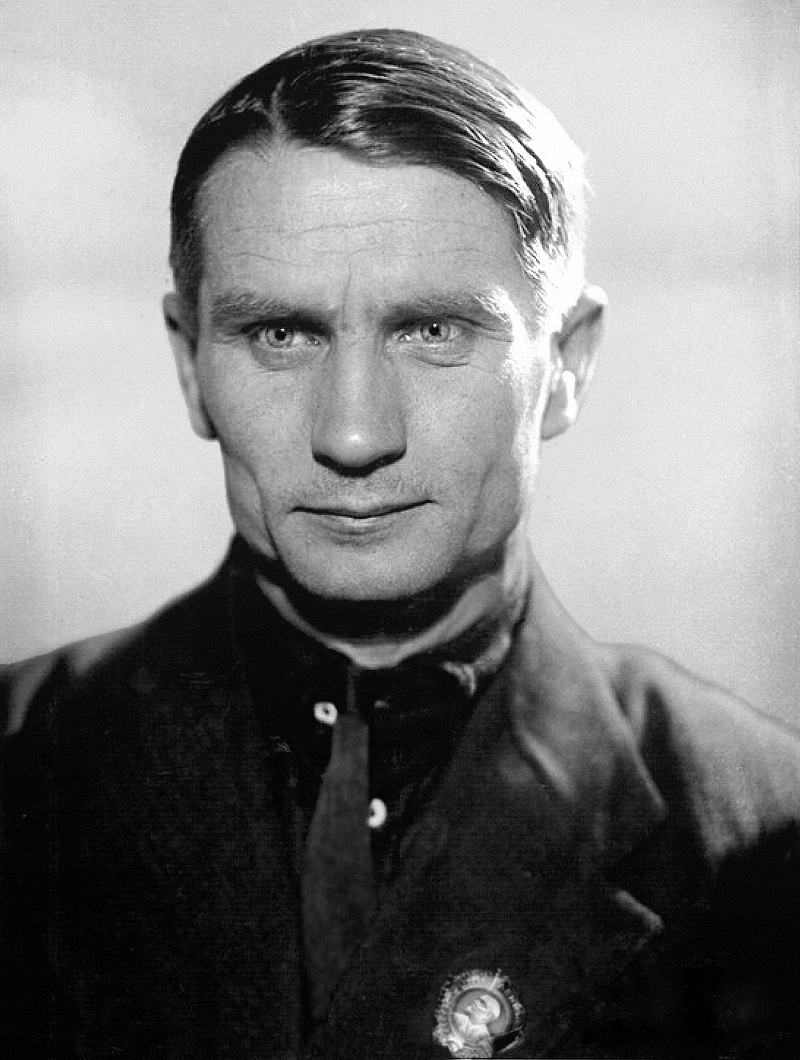
Lysenko in 1938

Trofim Denisovitsj Lysenko (Russisch: Трофим Денисович Лысенко) (Karlivka, Oekraïne, 17 september [O.S. 29 september] 1898 - Moskou, 20 november 1976) was een bioloog en landbouwkundige uit de Sovjet-Unie. Hij speelde met zijn zogenoemde lysenkoïsme een controversiële rol in de landbouw in de Sovjet-Unie. Zijn ideeën over erfelijkheid, die goed aansloten bij het marxistische gedachtegoed, bezorgden hem na 1945 een zeer grote politieke invloed onder Stalin. Zij bleken echter onjuist. De wijze waarop afwijkingen van Lysenko's "officiële" leer werden onderdrukt, heeft het onderzoek naar genetica in de Sovjet-Unie grote schade berokkend. In de jaren 60 nam zijn invloed sterk af, en werd openlijk erkend dat zijn leer niet met de waarnemingen strookte.
Het belangrijkste onderdeel van Lysenko's ideeën over erfelijkheid, die in wezen een vorm van lamarckisme zijn, is dat de erfelijke eigenschappen van individuele organismen zouden kunnen worden beïnvloed door veranderingen van de omgeving en dat die eigenschappen daarbij veel sneller kunnen veranderen dan door selectie mogelijk is. Deze beweringen moesten worden ondersteund door experimenten met vernalisatie. Hierbij werd bijvoorbeeld wintertarwe in ijskoud water geweekt, waardoor deze wintertarwe zou zijn veranderd in zomertarwe, die sneller rijpt en grotere opbrengsten heeft — en deze eigenschappen zouden dan in volgende generaties behouden blijven.
Dit soort experimenten beloofde tegen geringe inspanning een enorme verbetering in de voedselsituatie van de Sovjet-Unie, die juist in die tijd onder druk kwam te staan door problemen als gevolg van de gedwongen collectivisatie van de landbouw. Sovjet-bestuurders waren daarom zeer voor Lysenko en zijn ideeën geporteerd, waarbij Lysenko's eenvoudige komaf ook een rol speelde. Achteraf is duidelijk dat de geclaimde successen op hun best een kleine verbetering waren of zelfs het als zijn eigen ontdekking claimen van bestaande technieken. Van het overerven van de verworven eigenschappen kan in ieder geval geen sprake zijn geweest.

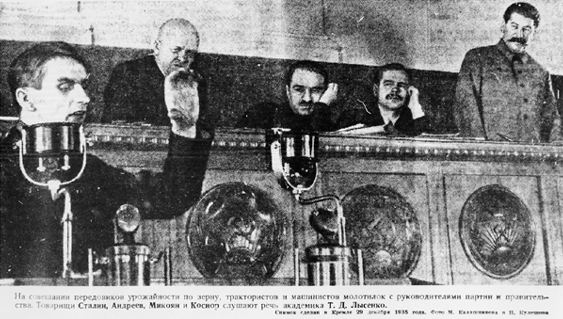
Lysenko spreekt in het Kremlin in 1935. Rechts achteraan partijchef Jozef Stalin.

Lysenko's ster steeg verder, mede door de persoonlijke bemoeienis van Stalin. In 1940 werd hij aan het hoofd geplaatst van het Instituut voor Genetica van de Academie van Wetenschappen van de USSR. Lysenko toonde zich een fel bestrijder van de "traditionele" genetica zoals die in de Westerse wereld werd bedreven. In 1948 gaf Lysenko zijn beruchte toespraak "over de toestand van de biologie" waarin hij de triomf proclameerde van het "Mitsjoerianisme", Lysenko's aanduiding voor zijn ideeën, die volgens hem waren geïnspireerd op het werk van Mitsjoerin. In diezelfde toespraak deed hij de moderne (Mendeliaanse) genetica af als "reactionair" en een "pseudowetenschap". Hij maakte duidelijk dat zijn denkbeelden de steun hadden van het Centraal Comité van de Communistische Partij.
Vanaf dat moment werd wetenschappers niet langer toegestaan af te wijken van deze officiële leer. Critici van Lysenko hielden hun mond, genetici werden ontslagen of gearresteerd.
Ook na de dood van Stalin bleef Lysenko's invloed groot doordat hij in Chroesjtsjov een nieuwe beschermheer vond. Wel werd het nu mogelijk om openlijk kritiek te uiten. In 1962 spraken de eminente wetenschappers Zeljdovitsj, Ginzburg en Kapitsa zich uit tegen de "valse wetenschap" en de politieke methoden van Lysenko. In 1964 verklaarde Andrej Sacharov dat hij Lysenko onder meer verantwoordelijk hield voor "de schandelijke onderontwikkeling van de Sovjet-biologie en -genetica". Lysenko werd ontslagen als directeur van het Instituut voor Genetica en raakte in ongenade. Hij stierf in 1976.